# Plain White T's
Plain White T's es una banda musical estadounidense de género rock alternativo de Villa Park, Illinois, formada por Tom Higgenson, Dave Tirio, Mike Retondoy, Tim Lopez y De'Mar Hamilton. Han publicado seis álbumes: Come on Over (2001), Stop (2002), All That We Needed (2005), Every Second Counts (2006), Big Bad World (2008) y  Wonders Of The Younger (2010). El grupo es más conocido por la canción Hey There Delilah, del álbum All What We Needed, la cual ocupó el primer lugar en la lista Billboard Hot 100 la semana del 28 de julio de 2007. 
En 2007, la banda apareció en el tercer episodio de la primera temporada de Greek de la cadena American Broadcasting Company e interpretó las canciones Our Time Now y Hey There Delilah. También tuvo una participación especial en la primera temporada de la serie iCarly, en el capítulo Plañire el día, interpretando Our Time Now.

## Miembros
Miembros actuales
- Thomas John "Tom" Higgenson – voz líder, guitarra acústica, teclados (1997–presente), guitarra rítmica (1997–2003, 2020–presente), guitarra líder (1997)
- Tim G. Lopez – guitarra líder, voz (2002–presente)
- Mike Retondo – bajo, coros (2002–presente)
- De'Mar Randell Hamilton – batería, percusión (2003–presente)

Miembros anteriores
- Steve Mast – guitarra líder, coros (1997–2002)
- Ken Fletcher – bajo (1997–2002)
- Dave Tirio – guitarra rítmica (2003–2020), batería, percusión (1997–2003)

Timeline

## Discografía
| Año  | Título                 | Discográfica                                       | U.S. | UK | AUS |
| ---- | ---------------------- | -------------------------------------------------- | ---- | -- | --- |
| 2000 | Come On Over           | Self-Released                                      | —    | —  | —   |
| 2002 | Stop                   | Self-Released then re-released on Fearless Records | —    | —  | —   |
| 2005 | All That We Needed     | Fearless Records                                   | —    | —  | —   |
| 2006 | Every Second Counts    | Hollywood                                          | 10   | 3  | 45  |
| 2008 | Big Bad World          | Hollywood                                          | 33   | —  | —   |
| 2010 | Wonders of the Younger | Hollywood                                          | 149  | —  | —   |
| 2015 | American Nights        | Hollywood                                          | —    | —  | —   |
| 2018 | Parallel Universe      | Fearless Records                                   | —    | —  | —   |
| 2023 | Plain White T's        | Fearless Records                                   | —    | —  | —   |

## EP
- Rip Off the Hits (2001)
- Hey There Delilah EP (2007)

## Sencillos
| Año  | Canción                          | Posición    | Posición | Posición | Posición | Posición | Posición | Posición | Posición | Posición | Álbum                  |
| Año  | Canción                          | EUA Hot 100 | U.S. Pop | U.S. Mod | UK       | GER      | NZ       | CAN      | AUS      | FRA      | Álbum                  |
| ---- | -------------------------------- | ----------- | -------- | -------- | -------- | -------- | -------- | -------- | -------- | -------- | ---------------------- |
|      | «Losing Myself»                  | —           | —        | —        | —        | —        | —        | —        | —        | —        |                        |
| 2004 | «All That We Needed»             | —           | —        | —        | —        | —        | —        | —        | —        | —        | All That We Needed     |
| 2005 | «Take Me Away»                   | —           | —        | —        | —        | —        | —        | —        | —        | —        | All That We Needed     |
| 2006 | «Hey There Delilah»              | —           | —        | —        | 10       | —        | —        | —        | —        | —        | All That We Needed     |
| 2006 | «Hate (I Really Don't Like You)» | 68          | 61       | 25       | 53       | —        | —        | —        | —        | —        | Every Second Counts    |
| 2007 | «Hey There Delilah» (re-release) | 1           | 1        | 3        | 2        | 1        | 9        | 1        | 3        | 26       | Every Second Counts    |
| 2007 | «Our Time Now»                   | 90          | 66       | 29       | 114      | 87       | —        | —        | 37       | —        | Every Second Counts    |
| 2008 | «Natural Disaster»               | —           | —        | 38       | —        | —        | —        | —        | —        | —        | Big Bad World          |
| 2008 | «1, 2, 3, 4»                     | 34          | 39       | —        | —        | 37       | —        | —        | —        | —        | Big Bad World          |
| 2010 | «Rhythm of Love»                 | 38          | —        | —        | —        | —        | —        | 98       | —        | —        | Wonders of the Younger |

## Recopilaciones
- "Bruises", de Oil: Chicago Punk Refined
- "Song 2" (Blur cover), en el álbum Punk Goes '90s
- "Season of a Lifetime", en el álbum Taste Of Christmas
- "It's So Easy", en el álbum Sound of Superman
- "Better Luck Next Time", en al álbum Dead Bands Party: A Tribute to Oingo Boingo
- "When I See an Elephant Fly", en el álbum DisneyMania 6
- "Miss Kneel" en el álbum Elmhurst vs. Villa Park
- "Cell Phone Number" y "Move On" en el álbum Songs from a Scene
- "Poor Jack" en el álbum Nightmare Revisited.
- "Natural Disaster" en el DVD " Take Action: Volumen 8"
- "Welcome to mystery" en la película "Alice in Wonderland"
- "Pet Sematary" (Cover de "The Ramones") en la película "Frankenweenie"

## Televisión
- Greek: La banda ofrece el tema "Our Time Now" como el tema de espectáculos y tráileres de la serie. En el episodio "The Rusty Nail" interpretan los temas "Our Time Now" y "Hey There Delilah". En el episodio "Friday Night Frights" se pueden apreciar las canciones "Friends Don't let Friends Dial Drunk" y "Making A Memory". Dos miembros del grupo aparecen en el episodio "The Great Cappie", como miembros de la fraternidad Kappa Tau.
- iCarly: La banda aparece como invitados especiales para el WebShow del mismo nombre que la serie en el episodio "Plañire el Día", interpretando el tema "Our Time Now".
- Beverly Hills, 90210: "1,2,3,4" y "Gimme A Chance" se presentaron en algunos capítulos de la serie.